# Encinar carrascal

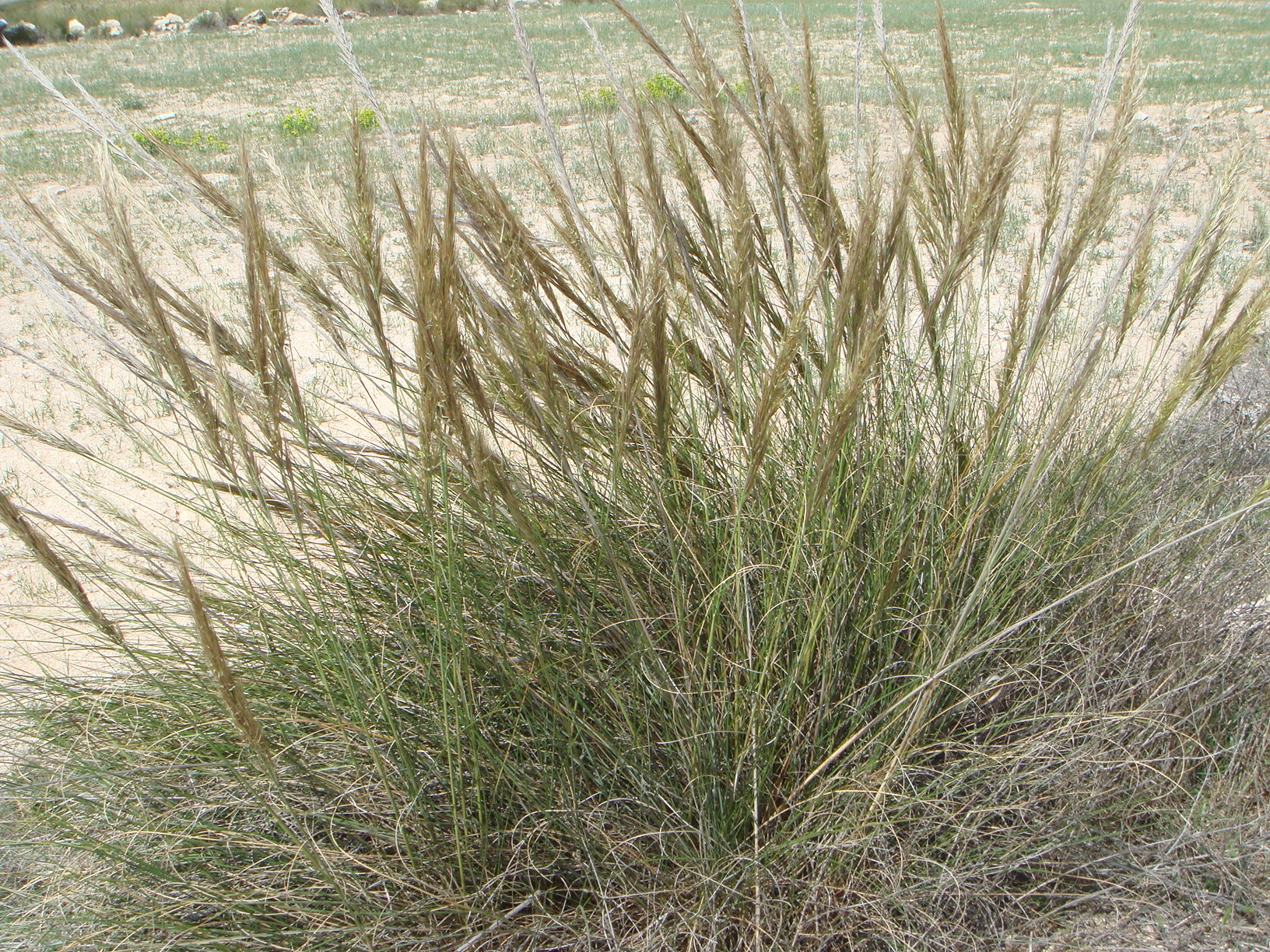
Esparto

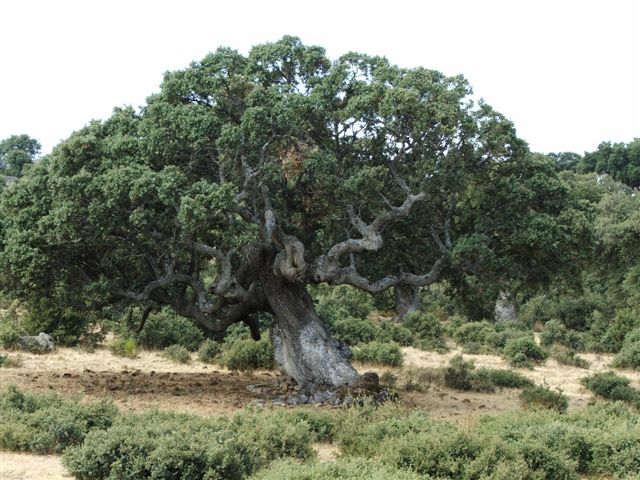
Encina carrasca.

El encinar carrascal, es la formación vegetal en la que predomina la encina (Quercus ilex), que es el árbol más representativo del clima mediterráneo. En la península ibérica es la formación vegetal que ocupa una mayor extensión, se da en la Meseta Norte y Meseta Sur y en la depresión del Ebro. Predomina una subespecie de la encina que es la carrasca, (Quercus ilex ssp. ballota) que se adapta mucho mejor al frío y a la sequía del verano.
El tipo de paisaje es xerófilo. La vegetación es más inestable, como consecuencia de la aridez y dureza climática. El sotobosque es más pobre y la degradación antrópica es más acusada, dando lugar a estepas o áreas sin vegetación. Actualmente el bosque autóctono se encuentra casi completamente destruido, particularmente en los sectores llanos, como los llanos de Lérida y los de la Meseta. En la Mancha, por ejemplo, las encinas constituyen raros testigos del antiguo bosque de remoto origen. Donde el hombre ha roto el equilibrio ecológico, el carrascal no ha podido reconstruirse, al menos a escala temporal humana. Planta que sustituye al bosque de carrascas cuando este es destruido. El paisaje actual de esta área está representado por los campos de cultivo que se extienden por todos los sectores de buenas tierras, o por una vegetación resultante de la destrucción del carrascal: las denominadas «estepas», los tomillares y los espartales, muy comunes en la Meseta Sur y particularmente en la Depresión del Ebro, donde predominan suelos yesosos y salinos, con una aridez veraniega muy acusada y temperaturas invernales muy bajas en los que difícilmente podría vivir un bosque denso. Los espartales son asimismo, muchas veces, una formación vegetal de degradación. Constituidos por varias especies de gramíneas xerófilas, entre las que destacan el albardín (Lygeum spartum), y el esparto o atocha (Stipa tenacissima), han sido explotados económicamente, con lo que se ha llegado a unas formaciones bastante puras y su área ha quedado ampliada a expensas de los espinares del sudeste y de las garrigas e incluso de los encinares del interior. Donde constituyen formaciones más importantes y homogéneas es en el sudeste, Meseta Sur y la Depresión del Ebro.
Junto a la carrasca aparece el pino autóctono y el tomillo (Thymus sp.), apareciendo otras especies vegetales que forman los tomillares xerófilos. Los tomillares son formaciones constituidas por pequeñas matas de tomillos, aulagas (Genista scorpius) y otras especies, que ocupan extensas áreas del interior de la Meseta y de las tierras áridas del sudeste. Constituyen, en realidad, la etapa final del proceso regresivo de la vegetación forestal.